# Andy Rourke
Andrew Michael Andy Rourke (ur. 17 stycznia 1964 w Manchesterze, zm. 19 maja 2023 w Nowym Jorku) – brytyjski muzyk, basista zespołu rockowego The Smiths.
Był znany ze swojego melodyjnego podejścia do gry na basie.

## Życiorys
Dołączył do The Smiths po ich pierwszym koncercie, znając gitarzystę Johnny’ego Marra od szkoły i grał na wszystkich czterech ich albumach studyjnych. Po rozpadzie grupy w 1987 roku występował na solowych wydawnictwach wokalisty Morrisseya. Rourke nagrywał z Sinéad O’Connor i The Pretenders na początku lat 90., był członkiem supergrupy Freebass i zespołu DARK. W latach 2006–2009 organizował także koncerty Versus Cancer.
Zmarł na raka trzustki w Memorial Sloan Kettering Cancer Center w Nowym Jorku rankiem 19 maja 2023.